# Mesostenus townesi
Mesostenus townesi là một loài tò vò trong họ Ichneumonidae.